# Rupert Mittermüller
Rupert Mittermüller OSB (* 7. Juni 1814 in Mainburg als Anton Mittermüller; † 10. Dezember 1893 in Metten) war Historiker und Benediktinermönch in der bayerischen Benediktinerabtei Metten.

## Biographie
Nach dem Abitur 1832 am heutigen Wilhelmsgymnasium München studierte Anton Mittermüller zunächst am Lyzeum in Landshut und dann an der Universität München. In dieser Zeit war er Alumnus des Georgianum. 1837 wurde er in Regensburg zum Priester geweiht und wirkte zunächst als Weltpriester, bevor er 1840 in das Benediktinerkloster Metten eintrat. Bei der Profess erhielt er den Ordensnamen Rupert.
In den folgenden Jahren wirkte Rupert Mittermüller zunächst als Lehrer am Gymnasium in Metten (1841–1843; 1844/45) und am Ludwigsgymnasium in München (1843/44). Nach der kurzen Tätigkeit als Verwalter des Klostergutes Andechs (1846–1849) lehrte er erneut Geschichte am Mettner Gymnasium. Als er mit seinem 1867 publizierten Leitfaden zur bayerischen Geschichte für Mittelschulen das Missfallen der liberalen Regierung erregte, musste er das 1869 das Lehramt aufgeben.
In den folgenden Jahren versah er im Kloster die Ämter der Novizenmeisters, Bibliothekars und Priors. Außerdem wirkte er im Kloster als Lehrer der Theologie für den Ordensnachwuchs.
Das besondere Interesse von Rupert Mittermüller galt der bayerischen Landes- und Kirchengeschichte. In diesem Bereich hat er durch zahlreiche Forschungen und Publikationen beigetragen. Daneben widmete er sich in seinen Forschungen auch Fragen der Dogmatik und der kirchlichen Rechtsgeschichte.

## Werke (Auswahl)
- Geschichte der Heiligtümer in Andechs, München 1848.
- Reform der katholischen Kirche, d. h. Anhang zur Schrift "Notwendigkeit einer umfassenden Reform der katholischen Kirche", München 1849.
- Die bischöflichen Knabenseminare und ihre Gegner (Programm Metten), 1849.
- Historische Erläuterungen über controverse Taten und Lebensumstände Karls des Großen (Programm Metten), 1849.
- Das Zeitalter des hl. Rupert, Straubing 1854 (2. Aufl. 1855).
- Kloster Metten und seine Äbte, Straubing 1856 (bei Google Bücher).
- Leben und Wirken des Bischofs Michael Wittmann, Landshut 1859.
- Winke zum Studium der Geschichte für Gymnasialschüler (Programm Metten), 1860.
- Kanonisches Recht der Regularen nach Bouix, Landshut 1861.
- Erbauliche Züge aus dem Leben des Bischofs Michael Wittmann, Landshut 1863.
- Herzog Arnulf von Bayern (Programm Metten), 1863.
- Die hl. Hostien und die Juden in Deggendorf, Landshut 1866.
- Herzog Albert III. von Bayern (Programm Metten; 2 Teile), 1867 und 1869.
- Leitfaden zur bayerischen Geschichte für Mittelschulen, Landshut 1867.
- Altbayerische Geschichte in Lebensbildern, Landshut 1867 (Digitalisat der Ausg. von 1871).
- Nachklänge zu dem vaticanischen Decrete von der Unfehlbarkeit des päpstlichen Lehrprimats, in: Der Katholik 1873, I, 50–68.
- S. Gregorii Magni dialogorum liber II de vita et miraculis S. Benedicti, Regensburg 1880.
- Expositio regulae ab Hildemaro tradita et nunc primum typis mandata, Regensburg 1880.
- Die lehramtliche Unfehlbarkeit des Papstes und deren Ausdehnung oder Einengung, in: Studien und Mitteilungen 7/1 (1886) 79–87.